# داريل كوكس (لاعب كرة قدم أسترالية)
داريل كوكس (بالإنجليزية: Darryl Cox)‏ هو لاعب كرة قدم أسترالية أسترالي، ولد في 26 يناير 1961.

## وصلات خارجية
- داريل كوكس على موقع AustralianFootball.com (الإنجليزية)
- داريل كوكس على موقع AFLtables.com (الإنجليزية)